# Sublimació (psicologia)
La sublimació és un mecanisme de defensa que consisteix a tornar mentalment un acte socialment inacceptable o un record negatiu en un acte o record positiu. Un exemple que posa Freud, qui primer el va postular, seria transformar determinades manifestacions de l'energia sexual o l'agressivitat en treball. Es considera un mecanisme madur, ja que permet la convivència amb d'altres. Lacan considera que l'origen de la sublimació és el buit existencial que s'intenta omplir amb relacions interpersonals transformades.